# نیروگاه برق آبی میدل دنیپر
نیروگاه برق آبی میدل دنیپر (به لاتین: Middle Dnieper Hydroelectric Power Plant) یک نیروگاه برقابی، سد و سد سلولی در اوکراین است که در استان دنیپروپتروفسک واقع شده‌است.